# Фосе (Приморска Сена)
Фосе (фр. Fossé) насеље је и општина у северној Француској у региону Горња Нормандија, у департману Приморска Сена која припада префектури Дјеп.
По подацима из 2011. године у општини је живело 495 становника, а густина насељености је износила 48,96 становника/km². Општина се простире на површини од 10,11 km². Налази се на средњој надморској висини од 144 метара (максималној 227 m, а минималној 138 m).

## Демографија
| 1962. | 1968. | 1975. | 1982. | 1990. | 1999. | 2011. |
| ----- | ----- | ----- | ----- | ----- | ----- | ----- |
| 382   | 384   | 377   | 303   | 359   | 381   | 495   |

График промене броја становника у току последњих година